# Обединение на републиканците
Обединението на републиканците (на френски: Rassemblement des républicains) е центристка либерална политическа партия в Кот д'Ивоар.
Тя е основана през 1994 година от последователи на доскорошния министър-председател Аласан Уатара, които напускат управляващата Демократическа партия на Кот д'Ивоар. През следващите години Уатара неколкократно не е допускан до президентските избори и едва през 2010 година ги печели. Предишният президент Лоран Гбагбо отказва да напусне президентския пост, предизвиквайки Втората котдивоарска гражданска война, но през април 2011 година е отстранен и Уатара става президент.
Ивоарският народен фронт, партията на Гбагбо, бойкотира парламентарните избори през декември 2011 година и Обединението на републиканците печели, получавайки 123 от 249 места в парламента.